# Báthory Zsigmond

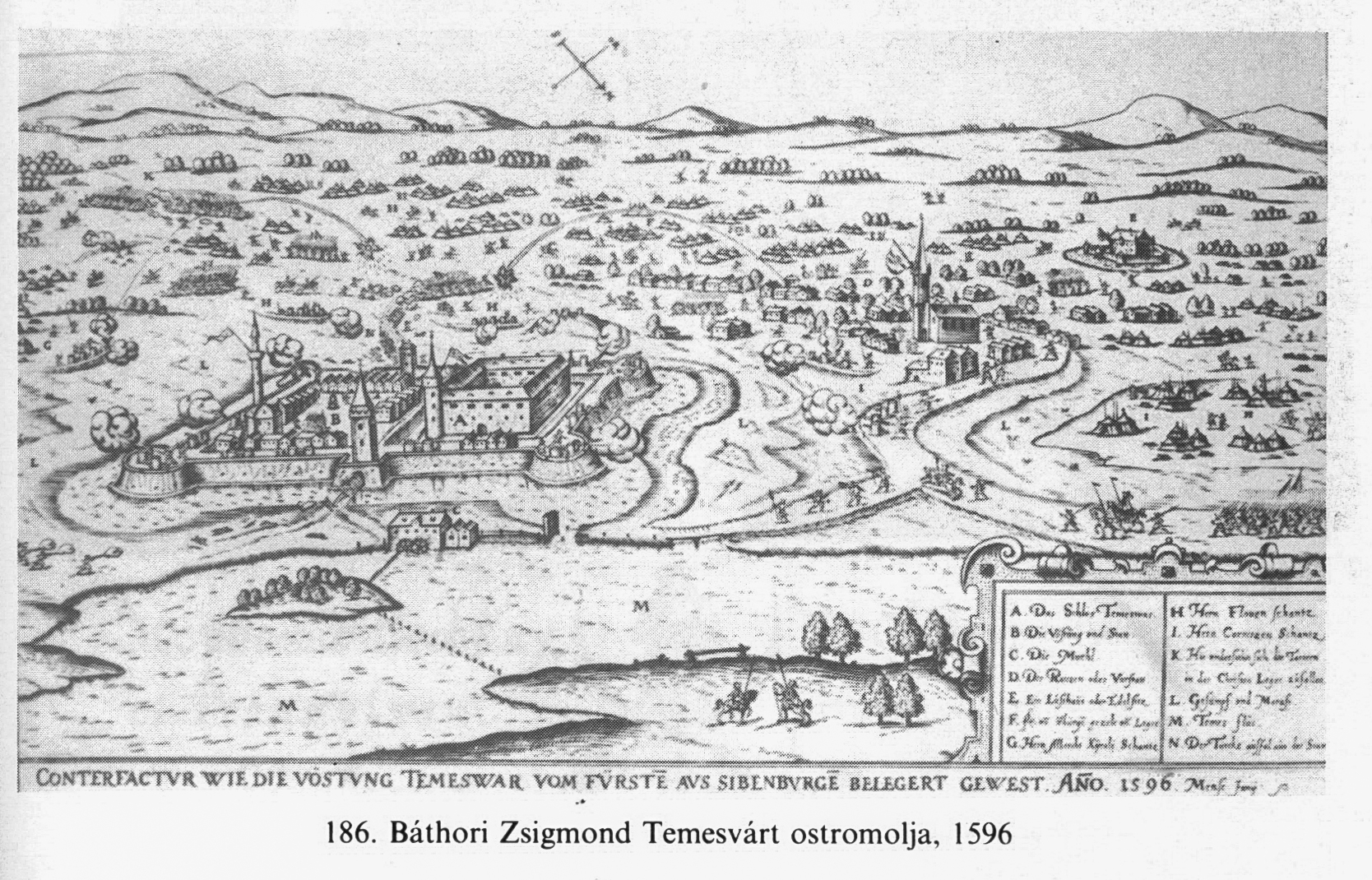
Báthory Zsigmond sikertelenül ostromolja Temesvárt 1596 júniusában. Johann Siebmacher rézkarca

Somlyai herceg Báthory Zsigmond (németül: Sigismund Báthory, Várad, Erdélyi Fejedelemség, 1572. március 20. – Libochovice, Cseh Királyság, 1613. március 27.), a Báthory-családból való erdélyi fejedelem több alkalommal 1586 és 1602 között, valamint a sziléziai Racibórz és Opole hercege 1598-ban. Báthory Kristóf vajda és Bocskai Erzsébet egyetlen felnőttkort megért fia. Zsigmond még gyermek volt, amikor apja kérésére az erdélyi országgyűlés 1581-ben vajdává nevezte ki nagybátyja, Báthory István fejedelem (1576-től lengyel király) mellett. Nagykorúvá válásáig a fejedelmi tanács, majd 1585-től Ghiczy János kapitány kormányzott a nevében. Nagybátyja 1586-os halálát követően vette át a fejedelmi címet.
Az Országgyűlés 1588-ban nyilvánította nagykorúnak, de csak azt követően, hogy beleegyezett a jezsuiták kiutasításába az országból. V. Szixtusz pápa kiátkozással sújtotta, ám tilalmát 1590-ben végül feloldotta, a jezsuiták pedig visszatérhettek Erdélybe. A katolikus vallás erős támogatójaként hamar népszerűtlenné vált a protestánsok körében. Csatlakozott a Szent Ligához az Oszmán Birodalommal szemben, ám mivel tervéről nem tudta meggyőzni az Országgyűlést, így 1594 júliusában átadta a kormányzást unokaöccsének, Báthory Boldizsárnak. Azonban Bocskai István kapitány szervezésében hamar visszatért a fejedelmi trónra, az ellenzéki főurakat és unokaöccsét pedig elfogatta, majd meggyilkoltatta. További törökellenes lépésnek számított, hogy feleségül vette Mária Krisztierna osztrák főhercegnőt, II. Rudolf német-római császár unokahúgát. Házassága, feltehetően homoszexualitása miatt, sosem került elhálásra.
Vitéz Mihály havasalföldi fejedelemmel és Ștefan Răzvan moldvai fejedelemmel szövetkezve legyőzte a törököket Gyurgyevónál. A diadalt azonban sorozatos török győzelmek követték, ezért Zsigmond 1598-ban lemondott II. Rudolf császár javára, kárpótlásul pedig megkapta Racibórz és Opole hercegségeit. Bocskai rávette, hogy még az év végén térjen vissza, ám mivel nem tudott megállapodni a törökkel, ezért 1599-ben lemondott unokatestévre, Báthory András bíboros javára. Lengyelországban telepedett le, ám az Erdélyt fosztogató zsoldosok és oszmán martalócok hírére egy lengyel sereggel visszatért, ám mivel pozícióját nem tudta megerősíteni, 1602-ben végleg lemondott az erdélyi trónról a császár javára. Csehországban telepedett le, ahol egy császár elleni összeesküvéssel is megvádolták és tizennégy hónapra a prágai börtönbe zárták. Végül Libochovice városában hunyt el 1613. március 27-én, negyvenegy éves korában.

## Élete
1572-ben Nagyváradon született Báthory Kristóf, akkor váradi kapitány és Bocskai Erzsébet fiaként. Az apai nagyszülei Báthory István erdélyi vajda (1477–1534) és Telegdi Katalin (1492–1547) voltak. Az anyai nagyszülei bocskói Bocskai György (fl. 1556–1571), földbirtokos, és lecskei Sulyok Krisztina (fl. 1557). Az anyai nagyanyai dédszülei lecskei Sulyok Balázs (fl. 1521–1542), királyi főkamarás, földbirtokos és gersei Pethő Erzsébet voltak. Az anyai nagyanyjának a leánytestvérei: Sulyok Anna (fl. 1573), akinek a férje Balassa János (1518–1577) Zólyom vármegye főispánja, valamint Sulyok Sára (fl. 1550), akinek a férje báró ruszkai Dobó István (1502–1572), Eger várkapitánya, földbirtokos.
Három fivére és egy leánytestvére volt, a felnőttkort azonban csak Griseldis érte meg, akit később Zamoyski János, Lengyelország főkancellárja vett feleségül. Apja 1581 májusában a kolozsvári országgyűléssel erdélyi vajdává választatta a kilencéves Zsigmondot, melyet Báthory István erdélyi fejedelem is jóváhagyott. Apja halála után nagybátyja gyámokat rendelt ki melléje, akik 1588 végéig – Zsigmond nagykorúvá nyilvánításáig – helyette kormányozták Erdélyt. 1588-ban az ifjú fejedelem végre saját kezébe vehette a kormányzást, egy engedményt azonban tennie kellett: ki kellett űznie Erdélyből a jezsuitákat, akik az ellenreformáció derékhadának számítottak, s emellett jelentős politikai befolyással is rendelkeztek. Az országgyűlés annyi engedményt adott az ifjú fejedelemnek, hogy közvetlen környezetében megmaradhattak. Zsigmond engedett, hiszen a hatalom kézzelfoghatósága és a teli kincstár (200 000 magyar forint és számtalan arany- és ezüstedény) bőven kárpótolta őt.
Határ menti kisebb összecsapásokkal már 1591-ben elkezdődött a tizenöt éves háború, ám komolyabb harci cselekményre csak 1593-ban került sor, amikor III. Murád szultán, felrúgva az 1568-as drinápolyi békét, hadat üzent a Habsburgoknak. A szultán felszólította Báthory Zsigmondot a török sereghez való csatlakozásra, ő azonban nagybátyja, Bocskai István váradi kapitány és Alfonso Carrillo jezsuita atya tanácsára a törökellenes ligához való csatlakozás mellett döntött. Az erdélyi országgyűlés többsége viszont attól tartott, hogy még a szövetséges keresztény sereg ideérkezése előtt a törökök feldúlják Erdélyt, így a fejedelem tervezetét nem fogadták el. Báthory Zsigmond emiatt 1594 nyarán lemondott a fejedelemségről unokatestvére, Báthory Boldizsár javára, aki a törökpártiakat képviselte. Közben Bocskai a háttérben a dolgok megfordításán kezdett el dolgozni. Miután felkereste a fejedelem bizalmi embereit, katonákat kérve a maga kezébe vette az ügyek irányítását. Előbb csak egy határozatot fogadtatott el a kolozsvári országgyűléssel a török szövetség felbontásáról, illetőleg a császár mellé állásról; ám miután a törökpártiak továbbra is ellene voltak, Zsigmond parancsára az ellenzéki főurakat a hivatalban lévő fejedelemmel, Báthory Boldizsárral együtt elfogták és kivégezték, míg másokat bebörtönöztek.
1594 végén Carrillo atya, majd Bocskai utazott el Prágába, s Rudolf császárral 1595. január 28-án a törökellenes szövetség megköttetett. A szerződés értelmében a császár elismerte Erdély függetlenségét, amit Zsigmond és utódai birtokolnak; az erdélyiek által elfoglalt terület Erdély részévé válását, és vállalta, hogy Erdély török megszállása esetén Zsigmondot a sziléziai Oppeln és Ratibor hercegségekkel kárpótolja. 1595. január 2-án, I. Rudolftól, Báthory Zsigmond birodalmi hercegi címet kapott, és a szerződés megpecsételéseként még ez év augusztus 6-án feleségül vette Habsburg Károly főherceg leányát, Mária Krisztierna Habsburg főhercegnőt.
Báthory az erdélyi hadsereggel visszavette a töröktől Lippát és Jenőt, majd Mihály havasalföldi vajdával együttműködve október 28-án Gyurgyevónál megverte a Szinán nagyvezír seregét; viszont 1596. október 26-án Mezőkeresztesnél az egyesült erdélyi és császári hadak csatát vesztettek a török ellen. Miután látta, hogy a Porta bosszújától országát nem tudja megvédeni, 1597-ben átadta Erdélyt a császárnak, kárpótlásul Oppeln és Ratibor sziléziai hercegségeket kapta, s elhagyta a fejedelemség területét, Prágába távozott. Erdélyben Mária Krisztierna, aki már korábban, 1596–1597 folyamán többször is betöltötte férje nevében a helytartói tisztséget, immáron Rudolf császár nevében vette át a kormányzást. Báthory azonban elhatározását megbánta, és 1598. augusztus 20-án katonai puccsal újra elfoglalta a trónt. 1599 márciusában ismét lemondott Lengyelországból hazahívott unokaöccse, Báthory András bíboros javára. Annak halála után, 1601. február 4-én megint fejedelemmé választatta magát. A császári csapatok rémuralmával torkig levő nemesség mellé állt, azonban augusztus 3-án Goroszlónál a Székely Mózes és Csáky István vezette erdélyi sereget Basta tábornagy és Mihály havasalföldi vajda egyesült serege legyőzte: kisebb csatározások után 1602 júliusában újra lemondott és végleg távozott Erdélyből, miután következetlen, kapkodó politikájával teljesen tönkretette a fejedelemséget. Távozása után az erdélyi rendek Székely Mózest választották fejedelmükké.
Ettől kezdve Csehországban élt a császártól kapott évi 50 000 tallér jövedelemből, lakóhelyül a libochovici várat rendelték neki. 1605-ben fel akarták léptetni Bocskai ellenében, de nem vállalta. 1611-ben összeesküvés vádjával a prágai Hradzsinba zárták, ahonnan csak 14 hónap múlva szabadult.
1613. március 27-én hunyt el a Prága közelében fekvő Libochovicében.

## Házassága
1595-ben kötött házasságot Habsburg Mária Krisztierna osztrák főhercegnővel (1574–1621), de a házasságot sohasem hálták el, így végül azt VIII. Kelemen pápa 1599-ben felbontotta. Homoszexualitása volt az oka, hogy a dinasztikus házasság zátonyra futott, és botrányosra sikeredett. Mária Krisztierna pedig nem volt hajlandó új házasságot kötni, hanem 1607-ben kolostorba vonult. Más vélekedés szerint Báthory nem volt homoszexuális, hanem csak impotens, korabeliek ezt „természetes fogyatékosságnak” nevezték, de mai múlt-kutatók véleményei szerint ifjúkorában elkapott egy nemibetegséget egy prostituálttól, akivel unokatestvére, Báthory Boldizsár révén ismerkedett meg. A betegség miatt impotens lett. Az eseményekért Boldizsárt okolta, akinek sohasem bocsátott meg.

## Alakja a művészetekben